# Aconitum iranshahrii
Aconitum iranshahrii är en ranunkelväxtart som beskrevs av H. Riedl. Aconitum iranshahrii ingår i släktet stormhattar, och familjen ranunkelväxter. Inga underarter finns listade i Catalogue of Life.